# De Bilt
De Bilt és un municipi de la província d'Utrecht, al centre dels Països Baixos. L'1 de gener de 2009 tenia 42.029 habitants repartits per una superfície de 67,10 km² (dels quals 0,78 km² corresponen a aigua).

## Centres de població
Bilthoven, De Bilt, Groenekan, Hollandsche Rading, Maartensdijk, Westbroek.

## Ajuntament
El consistori municipal consta de 27 membres, format des del 2006 per:
- PvdA, 7 regidors
- VVD, 6 regidors
- Demòcrates 66, 4 regidors
- CDA, 4 regidors
- SP, 3 regidors
- SGP, 1 regidor
- ChristenUnie, 1 regidor
- ABBB, 1 regidor